# Universidad de Perugia
La Universidad de Perugia (en italiano: Università degli Studi di Perugia) es una universidad situada en la ciudad de Perugia, Italia. Fue fundada en el año 1308 y está organizada en once facultades.

## Organización
- Facultad de Agricultura
- Facultad de Ingeniería
- Facultad de Humanidades
- Facultad de derecho
- Facultad de Ciencias Económicas
- Facultad de Ciencias de la Educación
- Facultad de Matemáticas, Física y Ciencias Naturales
- Facultad de Medicina
- Facultad de Farmacia
- Facultad de Ciencias Políticas
- Facultad de Medicina Veterinaria

## Profesores eminentes y exalumnos
Profesores:
- Luca Pacioli
- Cino da Pistoia
- Baldus de Ubaldis
- Francesco della Rovere
- Emilio Albertario

Alumnos:
- Nicolás IV
- Inocencio VII
- Martín V
- Pío III
- Julio II
- César Borgia
- Urbano VII
- Gregorio XIV
- Clemente VIII